# Tom Clancy's Rainbow Six (computerspel)
Tom Clancy's Rainbow Six is een tactical shooter ontwikkeld door Red Storm Entertainment. Het is het eerste deel uit de serie Tom Clancy's Rainbow Six. Het spel is gebaseerd op het gelijknamige boek van Tom Clancy. Het verscheen op 21 augustus 1998 voor Windows, en later ook voor Nintendo 64, PlayStation, Mac OS, Game Boy Color en Dreamcast.